# Dodgeisca paramerata
Dodgeisca paramerata är en tvåvingeart som beskrevs av Boris Borisovitsch Rohdendorf 1971. Dodgeisca paramerata ingår i släktet Dodgeisca och familjen köttflugor.
Artens utbredningsområde är Kuba. Inga underarter finns listade i Catalogue of Life.